# 及位中継局
及位中継局（のぞきちゅうけいきょく）は、山形県最上郡真室川町にあったテレビ中継局である。

## 概要
当中継局は、山形県北部の真室川町最北部にあり該当地区等に電波を発射していた。
当中継局には、在山VHF局であるNHK山形放送局（総合テレビ・教育テレビ）と山形放送のみ中継局を置いていた。
地上波デジタル放送への切り替えが計画され、NHK山形（総合テレビ・教育テレビ）、山形放送に加え、デジタル新局としてテレビユー山形の中継局を設置する予定であった。
2008年(平成20年)、真室川町地域情報計画に基づき、かねてより行っていた全町に光ケーブルを敷設する整備事業が完工したが、真室川町ではこの光ケーブル網を利用して、当中継局のサービスエリアである及位地区を含めた真室川町北部にある各共聴組合施設に対して地上波デジタル放送再送信を行う事業体「真室川町テレビ共聴組合連絡協議会」を結成し、真室川町内の13共聴組合に対する地上波デジタル放送の再送信を行っている。

## 中継局概要

### アナログテレビ
| 放送局名     | チャンネル | 空中線電力       | ERP                | 放送対象地域 | 放送区域内世帯数 | 偏波面   |
| ------------ | ---------- | ---------------- | ------------------ | ------------ | ---------------- | -------- |
| YBC 山形放送 | 1ch        | 映像3W 音声750mW | 映像7.4W 音声1.85W | 山形県       | 約-世帯          | 水平偏波 |
| NHK 山形総合 | 3ch        | 映像3W 音声750mW | 映像7.4W 音声1.85W | 山形県       | 約-世帯          | 水平偏波 |
| NHK 山形教育 | 5ch        | 映像3W 音声750mW | 映像6.9W 音声1.7W  | 全国         | 約-世帯          | 水平偏波 |

- 2011年7月24日をもってすべて廃止された。

### デジタルテレビ（当初予定）
| リモコンキーID | 放送局名                   | 物理チャンネル | 空中線電力 | ERP      | 放送対象地域 | 放送区域内世帯数 | 偏波面   | 放送開始日 |          |
| -------------- | -------------------------- | -------------- | ---------- | -------- | ------------ | ---------------- | -------- | ---------- | -------- |
| 1              | NHK 山形総合               | 31ch           | 未定       | 未定     | 山形県       | 約-世帯          | -        | 2010年     |          |
| 2              | NHK 山形教育               | 29ch           | 未定       | 未定     | 全国         | 約-世帯          | -        | 2010年     |          |
| 4              | YBC 山形放送               | 32ch           | 未定       | 未定     | 山形県       | 約-世帯          | -        | 2010年     |          |
| 5              | YTS 山形テレビ             | 予定なし       | 予定なし   | 予定なし | 予定なし     | 予定なし         | 予定なし | 予定なし   | 予定なし |
| 6              | TUY テレビユー山形         | 37ch           | 未定       | 未定     | 山形県       | 約-世帯          | -        | 2010年     |          |
| 8              | SAY さくらんぼテレビジョン | 予定なし       | 予定なし   | 予定なし | 予定なし     | 予定なし         | 予定なし | 予定なし   | 予定なし |

- 中継局置局住所は、最上郡真室川町及位字新及位のタテ山に予定されていた。